# 174-й меридіан східної довготи
174-й меридіан східної довготи — лінія довготи, що лежить на 174 градуси східніше Гринвіцького меридіана. Вона проходить від Північного полюса через Північний Льодовитий океан, Азію, Тихий океан, Нову Зеландію, Південний океан та Антарктиду до Південного полюса.
174-й меридіан східної довготи формує велике коло разом із 6-тим меридіаном західної довготи.

## Список географічних об'єктів, що перетинає 174° сх. д.
Починаючи на Північному полюсі та рухаючись до Південного полюса, 174-й меридіан східної довготи проходить через:
| Координати                                                   | Країна, територія або море | Примітки                                                    |
| ------------------------------------------------------------ | -------------------------- | ----------------------------------------------------------- |
| 90°0′ пн. ш. 174°0′ сх. д. / 90.000° пн. ш. 174.000° сх. д.  | Північний Льодовитий океан |                                                             |
| 72°58′ пн. ш. 174°0′ сх. д. / 72.967° пн. ш. 174.000° сх. д. | Східносибірське море       |                                                             |
| 69°51′ пн. ш. 174°0′ сх. д. / 69.850° пн. ш. 174.000° сх. д. | Росія                      |                                                             |
| 61°42′ пн. ш. 174°0′ сх. д. / 61.700° пн. ш. 174.000° сх. д. | Берингове море             |                                                             |
| 52°44′ пн. ш. 174°0′ сх. д. / 52.733° пн. ш. 174.000° сх. д. | США                        | Аляска — проходить через Низький острів[en]                 |
| 52°43′ пн. ш. 174°0′ сх. д. / 52.717° пн. ш. 174.000° сх. д. | Тихий океан                | Проходить східніше атола Абемама[en], Кірибаті              |
| 35°7′ пд. ш. 174°0′ сх. д. / 35.117° пд. ш. 174.000° сх. д.  | Нова Зеландія              | Проходить через Оклендський півострів на Північному острові |
| 36°16′ пд. ш. 174°0′ сх. д. / 36.267° пд. ш. 174.000° сх. д. | Тихий океан                |                                                             |
| 39°5′ пд. ш. 174°0′ сх. д. / 39.083° пд. ш. 174.000° сх. д.  | Нова Зеландія              | Проходить через Північний острів — західніше Нью-Плімута    |
| 39°33′ пд. ш. 174°0′ сх. д. / 39.550° пд. ш. 174.000° сх. д. | Тихий океан                |                                                             |
| 40°55′ пд. ш. 174°0′ сх. д. / 40.917° пд. ш. 174.000° сх. д. | Нова Зеландія              | Проходить через Південний острів — східніше Бленіма         |
| 42°0′ пд. ш. 174°0′ сх. д. / 42.000° пд. ш. 174.000° сх. д.  | Тихий океан                |                                                             |
| 60°0′ пд. ш. 174°0′ сх. д. / 60.000° пд. ш. 174.000° сх. д.  | Південний океан            |                                                             |
| 77°34′ пд. ш. 174°0′ сх. д. / 77.567° пд. ш. 174.000° сх. д. | Антарктида                 | Проходить через Територію Росса (претендує Нова Зеландія)   |